# Портоскузо
Портоскузо (італ. Portoscuso, сард. Portescusi) — муніципалітет в Італії, у регіоні Сардинія,  провінція Карбонія-Іглезіас.
Портоскузо розташоване на відстані близько 460 км на південний захід від Рима, 65 км на захід від Кальярі, 14 км на північний захід від Карбонії, 18 км на південний захід від Іглезіас.
Населення — 5237 осіб (2014).
Покровитель — Santa Maria d'Itria.

## Демографія
Населення за роками:

Станом на 1 січня 2023 року в муніципалітеті офіційно проживало 65 іноземців з 20 країн, серед них 16 громадян країн Євросоюзу та 2 громадяни України.

## Сусідні муніципалітети
- Карбонія
- Гоннеза
- Сан-Джованні-Суерджу